# Линдън
 Тази статия е за града в щата Вашингтон.  За града в Юта вижте Линдън (Юта).  
Линдън (на английски: Lynden) е град в окръг Уаткъм, щата Вашингтон, САЩ. Линдън е с население от 9020 жители (2000) и обща площ от 10,6 km². Намира се на 33 m надморска височина. ЗИП кодът му е 98264, а телефонният му код е 360.